# ヘリテージ・オイル
ヘリテージ・オイル社（Heritage Oil Plc）は、イギリスの石油関連企業。油田・ガス田の探査、開発、生産を手がける。本社は、イギリス本島ではなくジャージー島に所在。

## 概要
1992年にカナダ、カルガリー市で創業。創業者でありCEOのトニー・バッキンガムは元イギリス軍人、彼のビジネス・パートナーであるサイモン・マンも元イギリス軍特殊部隊出身で、アンゴラ内戦やシエラレオネ内戦で活動した民間軍事会社の草分け的存在、エグゼクティブ・アウトカムズ社の共同経営者であった。こうした経歴を背景に、国際石油資本がリスク上、手を出せないほど治安が悪化した国や地域に進出。独自の軍事ノウハウやネットワークを駆使して安全を確保し、石油開発を進めることを可能にした。後にウガンダやイラクなどの鉱区で成功を収め、2008年にロンドン証券取引所に上場を果たしたが、。2014年6月、カタールの政府系ファンドによって買収された。

## ウガンダでの活動
長らく政治的混乱や地域紛争が続いたウガンダにて、1997年に油田探査を行う許可を取得。未開発状態であったウガンダの地下資源開発の先駆けとなった。やがて隣国のコンゴ民主共和国との隣接地であるアルバート湖北岸地帯でも探査を開始、2006年に油田の存在を確認したものの、2007年にはコンゴ政府軍とヘリテージ社の警備担当者が交戦状態となり、両国軍が出動する事態となった。2008年には、サブサハラアフリカ地域では、過去20年間確認された陸上油田で最大規模のバッファロー・ジラフ油田を見いだした。